# トーキョーカオスe.p.
『トーキョーカオスe.p.』（トーキョーカオスイーピー）は、2016年10月26日、ビーイングから発売された焚吐の1枚目のミニ・アルバム。

## 収録曲
1. 僕は君のアジテーターじゃない
作詞・作曲・編曲：Neru
プロモーションビデオの監督をりゅーせーが担当[5][6]。
2. クライマックス
作詞・作曲：焚吐 / 編曲：ササノマリイ
TBS系『COUNT DOWN TV』10月度エンディングテーマ[7][8][9][10]。
プロモーションビデオの監督を小島貴之が担当[7][8][9][10]。
3. 四捨五入
作詞・作曲：焚吐 / 編曲：カラスヤサボウ
4. 人生は名状し難い (e.p. Ver.)
作詞・作曲・編曲：Neru